# Frances Heidensohn
Frances Heidensohn (* 1942) ist eine britische Soziologin und Kriminologin. Sie wird zu den Pioniererinnen der Feministischen Kriminologie gezählt.
Heidensohn schloss ihr Studium der Soziologie an der London School of Economics and Political Science (LSE) ab, wo sie im Anschluss bis 1974 lehrte. Anschließend war sie Studienleiterin für Sozialpolitik am Civil Service College in London und danach als Professorin für Sozialpolitik am Goldsmiths, University of London. Sie war Gastprofessorin an der Queen’s University Belfast, der Universität Montreal, der McGill University und der LSE.
Im Jahr 2000 erhielt sie den Book Award der International Division der American Society of Criminology (ASC) und 2004 den Sellin Glueck Award der ASC für ihre Beiträge zur internationalen Kriminologie. Sie ist Ehrenmitglied der British Society of Criminology.

## Schriften (Auswahl)
- Mit Jennifer Brown: Gender and policing. Comparative perspectives. St. Martin’s Press, New York 2000, ISBN 0-312-23308-6.
- Sexual politics and social control. Open University Press, Philadelphia 2000, ISBN 0-335-20669-7.
- Women and crime. 2. Auflage, New York University Press, Washington Square 1995, ISBN 0-8147-3524-X.
- gemeinsam mit Nicole Hahn Rafter (Hrsg.): International Feminist Perspectives on Criminology – Engendering a Discipline, Open University Press, Buckingham 1995, ISBN 978-0-335-19388-2.
- Women in control? The role of women in law enforcement. Clarendon Press/Oxford University Press, Oxford/New York 1992, ISBN 0-19-825255-2.
- Crime and society. New York University Press, New York 1989, ISBN 0-8147-3455-3.